# Thumbs
"Thumbs" é uma música gravada pela cantora americana Sabrina Carpenter de seu segundo álbum de estúdio, Evolution (2016), incluída como a terceira faixa do álbum. A faixa foi escrita por Priscilla Renea e seu produtor Steve Mac. A música foi lançada originalmente pela Hollywood Records como o terceiro single promocional do Evolution em 7 de outubro de 2016, uma semana antes do lançamento do álbum. Mais tarde, foi lançado como o segundo single do álbum em 3 de janeiro de 2017. "Thumbs" é uma música eletropop com elementos house e pop. Liricamente, a música fala sobre abraçar a individualidade e superar a mediocridade.
Foi acompanhado por um videoclipe dirigido por Hayley Young, estreou em seu canal Vevo em 10 de fevereiro de 2017. O videoclipe foi feito em uma tomada e contou com Carpenter e muitas pessoas no metrô. Carpenter promoveu "Thumbs" com várias apresentações ao vivo, incluindo no Radio Disney Music Awards de 2017, no Today e no The Late Late Show. Foi a primeira música de Carpenter com impacto nas paradas e alcançou o número um no Bubbling Under Hot 100 Singles da Billboard. Recebeu certificado de Ouro nos Estados Unidos (RIAA) e Platina na Noruega (IFPI).

## Antecedentes e gravação
Foi lançado inicialmente como single promocional e mais tarde como single. A música foi escrita por Steve Mac e Priscilla Renea e foi a única música do álbum sem o a composição de Carpenter. A música foi a última gravada para o álbum, diz Carpenter. "Nós terminamos o álbum, então eu ouvi "Thumbs", que me deu essas vibrações de fama e preto e ouro e exatamente como algumas das minhas músicas favoritas com alma." A música fala sobre abraçar a individualidade e escapar da mediocridade. Ela diz que, se as pessoas estão cometendo os mesmos erros, continuarão mexendo nos polegares, e assim viverão na mediocridade. Carpenter descreve as outras músicas do álbum como "filhos" de "Thumbs".

## Composição e interpretação lírica
Musicalmente, "Thumbs" é uma música eletropop de três minutos e trinta e seis segundos com elementos pop e house. 
Liricamente, a música fala sobre abraçar a individualidade e superar a mediocridade. A letra "Eles continuarão girando os polegares" é uma metáfora que significa desperdiçar seu tempo fazendo coisas sem sentido e nunca fazendo nenhum progresso real.

## Videoclipe
O videoclipe, dirigido por Hayley Young, foi carregado em sua conta Vevo no YouTube em 10 de fevereiro de 2017. O videoclipe se passa um vagão do metrô e foi feito de uma só vez. O videoclipe mostra Carpenter cantando a música com várias pessoas dentro do metrô realizando suas tarefas diárias. Quando a ideia do vídeo estava sendo processada, Carpenter pensou em um metrô porque é onde você encontra pessoas diferentes, a linha "Em algum lugar do mundo" representa essas pessoas.

## Recepção crítica
Brittany Goldfield Rodrigues, da ANDPOP, disse que "a vibração jazzística dessa música nos vendeu, e a dispersão nos fez tocar repetidamente. Com essa música, Sabrina realmente nos faz apaixonar por suas vibrações únicas de jazz, que ela espalha em seu som pop".

## Performances ao vivo
Carpenter tocou a música pela primeira vez no Honda Stage no iHeartRadio Theatre em Los Angeles em 25 de agosto de 2016, juntamente com outras músicas novas antes do lançamento do Evolution. Ela cantou a música no Today Show em 22 de novembro de 2016. Em 17 de abril de 2017, ela fez sua estréia no programa de entrevistas à noite, apresentando a música no The Late Late Show with James Corden.Em 29 de abril de 2017, ela apresentou a música no Radio Disney Music Awards de 2017.

## Lista de faixas
| Download digital |          |         |  |
| N.º              | Título   | Duração |  |
| 1.               | "Thumbs" | 3:36    |  |

| Download digital – versão acústica |                     |         |  |
| N.º                                | Título              | Duração |  |
| 1.                                 | "Thumbs" (Acústico) | 3:24    |  |

## Créditos e pessoal
Gravação e gerenciamento
- Gravado nos Rokstone Studios (Londres, Reino Unido)
- Vocais principais gravados em North Hollywood, Califórnia
- Masterizado na Sterling Sound (Nova York)
- Músicas do BMG Gold / Rokstone Music (ASCAP), todos os direitos administrados por BMG Rights Management (EUA), LLC, WB Music Corp. (ASCAP)

Pessoal
- Sabrina Carpenter - vocal principal
- Steve Mac - composição, produção
- Priscilla Renea - composição, vocais de fundo
- Chris Laws - engenharia
- Dan Pursey - engenharia
- Mitch Allan - gravação de vocais principais
- Phil Tan - mixagem
- Chris Gehringer - masterização

Créditos adaptados das notas da capa do Evolution. 

## Desempenho nas tabelas semanais
| Tabelas Semanais (2017)                           | Melhor Posição |
| ------------------------------------------------- | -------------- |
| Austrália (ARIA)                                  | 173            |
| Austrália Hitseekers (ARIA)                       | 18             |
| Bélgica (Ultratrip Valônia)                       | 48             |
| Chéquia (Singles Digitál Top 100)                 | 63             |
| Finlândia (Latauslista)                           | 26             |
| Noruega (VG-lista)                                | 19             |
| Eslovênia (Singles Digitál Top 100)               | 62             |
| Suécia (Sverigetopplistan)                        | 88             |
| Estados Unidos Bubbling Under Hot 100 (Billboard) | 1              |
| Estados Unidos Mainstream Top 40 (Billboard)      | 28             |

| País                                                            | Certificação | Unidades/vendas certificadas |
| --------------------------------------------------------------- | ------------ | ---------------------------- |
| Noruega (IFPI Noruega)                                          | Platina      | 40,000‡                      |
| Estados Unidos (RIAA)                                           | Ouro         | 500,000‡                     |
| ‡números de vendas + streaming baseados apenas na certificação. |              |                              |

## Históricos de lançamentos
| Região         | Data                 | Formato(s)       | Gravadora | Ref.   |
| -------------- | -------------------- | ---------------- | --------- | ------ |
| Estados Unidos | 7 de Outubro de 2016 | Download digital | Hollywood | [ 14 ] |
| Estados Unidos | 3 de Janeiro de 2017 | Top 40 radio     | Hollywood | [ 15 ] |